# 1926 au Québec
Cet article traite des événements survenus en 1926 au Québec. 

## Événements

### Janvier
- 7 janvier : ouverture de la troisième session de la 16e législature (en). Le discours du Trône annonce des modifications à la loi sur les accidents de travail[1].
- 14 janvier : la partie du Château Frontenac face à la Terrasse Dufferin est rasée par un incendie. Il y a pour 2 000 000 $ de dégâts[2].
- 27 janvier : le discours du budget, lu par le trésorier Jacob Nicol, annonce que la dette québécoise est maintenant de 82 millions de dollars[1].

### Février
- 14 février : adoption de la loi 81, érigeant les villes de Rouyn et de Noranda en municipalités[3].
- 15 février :
  - l'Assemblée législative adopte une loi créant un parc sur l'île d'Anticosti, avec l'approbation du propriétaire Gaston-Émile-Henri Menier[4].
  - Valmont Martin remporte les élections municipales de Québec avec une majorité de 600 voix sur son adversaire Joseph-Octave Samson[5].
  - le nouveau Hôtel de ville de Montréal est inauguré[6].

### Mars
- Mars :
  - adoption de la loi sur l'hygiène publique qui oblige entre autres la pasteurisation du lait[7].
  - création de la Gatineau Power Company chargée de gérer le réseau hydro-électrique de la région de l'Outaouais[8].
- 24 mars :
  - l'Assemblée législative adopte la loi créant la municipalité d'Arvida[9].
  - la session est prorogée[10].

### Avril
- 6 avril : à leur deuxième saison dans la Ligue nationale de hockey, les Maroons de Montréal remportent leur première Coupe Stanley face aux Cougars de Victoria[11].
- 13 avril : Médéric Martin est réélu maire de Montréal[12].

### Mai
- 3 mai : début de la grève de l'industrie de la chaussure de Québec. Il s'agit de la plus importante grève de la décennie, elle durera quatre mois[13].

### Juin
- 2 juin : le feu rase tout un pâté de maisons à Rivière-du-Loup. Le coût des dommages est évalué à 650 000 $[14].
- 8 juin : les routes provinciales sont désormais numérotées. La route 1 va de Montréal à Sherbrooke, la route 2 de Québec à Montréal, la route 3 de Lévis à Saint-Lambert, etc[15].
- 18 juin : un incendie détruit le village de Matapédia[16].
- 26 juin :
  - le barrage Duke-Price fait monter les eaux du lac Saint-Jean plus haut que prévu, inondant ainsi les terres des riverains. C'est le début de ce que l'on va plus tard appeler la tragédie du lac Saint-Jean[17].
  - à Ottawa, le gouvernement minoritaire de Mackenzie King est battu en Chambre[18].
- 28 juin : le gouvernement fédéral démissionne. Le gouverneur général Julian Byng refuse la dissolution et demande au chef conservateur Arthur Meighen de former le nouveau gouvernement[19].
- 29 juin : le gouvernement Meighen est assermenté[20].

### Juillet
- 2 juillet : le premier ministre canadien Arthur Meighen annonce des élections générales pour le 14 septembre[21].
- 9 juillet : Raymond-Marie Rouleau devient le nouvel archevêque de Québec[22].
- 10 juillet : Joseph-Alfred Langlois est nommé évêque au Diocèse de Valleyfield[23].
- 18 juillet : le sénateur conservateur David-Ovide L'Espérance achète le journal La Patrie[24].
- 20 juillet : Henri Bourassa annonce qu'il se représente candidat indépendant dans Labelle[25].

### Septembre
- 7 septembre : Armand Lavergne annonce qu'il se présente candidat conservateur dans Montmagny[26].
- 14 septembre : le Parti libéral de Mackenzie King remporte les élections générales avec 116 députés élus contre 91 pour les conservateurs, 36 députés aux tiers-partis et 2 indépendants élus. Au Québec, le résultat est de 60 libéraux, 4 conservateurs et le candidat indépendant Henri Bourassa. Armand Lavergne est battu dans sa circonscription[27].
- 20 septembre : le premier ministre Taschereau annonce un voyage à Londres afin de plaider la cause du Labrador, dont le territoire est revendiqué par le Québec et par Terre-Neuve[28].

### Octobre
- 11 octobre : battu dans sa circonscription lors de la dernière élection fédérale, Arthur Meighen démissionne[29].
- 27 octobre : la reine Marie de Roumanie effectue une visite à Montréal. Elle est la première souveraine européenne en fonction à venir au Québec[30].

### Novembre
- 8 novembre : l'archevêque Raymond-Marie Rouleau inaugure la nouvelle basilique de Québec[31].
- 18 novembre : après avoir joué sept saisons à l'Aréna du Mont-Royal, les Canadiens de Montréal jouent leur premier match au Forum de Montréal, perdant 2-1 contre les Sénateurs d'Ottawa. Dix mille personnes ont assisté à la partie[32].
- 26 novembre : Vincent Massey devient le premier ambassadeur du Canada aux États-Unis[33].
- 29 novembre : selon La Patrie, la tragédie du lac Saint-Jean a affecté 300 cultivateurs. Des ponts ont été détruits de même qu'un nombre considérable d'habitations, d'institutions et de commerces. De plus, le système d'égout de Roberval a été rendu complètement inopérant[34],[35].

### Décembre
- 30 décembre : on annonce qu'un premier édifice de plus de vingt étages sera construit à Montréal. Il abritera la Banque de Montréal[36].

## Naissances
- 1er janvier - Richard Verreau (ténor) († 6 juillet 2005)
- 9 janvier - Jean-Pierre Côté (ancien lieutenant-gouverneur du Québec) († 10 juillet 2002)
- 4 février - Roger Blais (géologue) († 25 septembre 2009)
- 5 février - D'Iberville Fortier (ancien commissaire aux langues officielles) († 22 avril 2006)
- 20 février - Jean Boucher (homme politique) († 18 décembre 2011)
- 28 février - Marcel Pepin (syndicaliste) († 6 mars 2000)
- 9 mars - 
  - Jean-Paul Jeannotte (chanteur classique) († 9 septembre 2021)
  - Janine Fluet (actrice) († 8 mai 2003)
- 8 avril - Lucien Hétu (musicien) († 10 janvier 1990)
- 11 avril - Victor Bouchard (musicien et compositeur) († 22 mars 2011)
- 13 avril - Marjolaine Hébert (actrice) († 28 juillet 2014)
- 27 avril - Yves Létourneau (acteur) († 26 mai 2020)
- 2 mai - Gérard D. Lévesque (homme politique) († 17 novembre 1993)
- 6 mai - Gilles Grégoire (homme politique) († 22 novembre 2006)
- 26 mai - André Marchand (homme politique) († 11 janvier 2011)
- 7 juin - Jean-Noël Tremblay (homme politique) († 23 janvier 2020)
- 18 juin - Raoul Hunter (sculpteur et caricaturiste) († 10 décembre 2018)
- 27 juillet - Rolande Désormeaux (chanteuse et animatrice) († 15 mai 1963)
- 14 août - Marcel Lessard (contremaître et homme politique) († 19 novembre 2023)
- 31 août - Jacques Henripin (démographe) († 2 septembre 2013)
- 11 octobre - Yvon Dupuis (homme politique) († 1er janvier 2017)
- 16 octobre - Mimi Belmonte (médecin spécialisée en pédiatrie) († 3 janvier 2024)
- 26 octobre - Fernand Daoust (syndicaliste) († 23 janvier 2020)
- 3 novembre - Maurice Couture (personnalité religieuse) (º 19 janvier 2018)
- 3 décembre - Denise Morelle (actrice) († 17 juillet 1984)
- 5 décembre - Bertrand Gagnon (acteur) († 2 mars 2007)
- 23 décembre - Paul Buissonneau (acteur et scénariste) († 30 novembre 2014)
- 30 décembre - Estelle Caron (chanteuse et actrice) († 20 avril 2010)

## Décès
- 31 janvier - Paul Tourigny (homme politique) (º 21 novembre 1852)
- 20 février - Paul-Eugène Roy (personnalité religieuse) (º 8 novembre 1859)
- 27 mars - Georges Vézina (joueur de hockey) (º 21 janvier 1887)
- 8 avril - Alphonse Bertrand (homme politique) (º 23 août 1846)
- 23 juin - Nérée Le Noblet Duplessis (homme politique) (º 5 mars 1855)
- 23 juillet - Jean Charles Louis Thomas Chapais (écrivain) (º 6 mars 1850)
- 23 août - Laurent-Olivier David (écrivain et homme politique) (º 24 mars 1840)
- 21 décembre - Alexandre Desmarteaux (acteur) (º 30 juillet 1884)

### Articles généraux
- Chronologie de l'histoire du Québec (1900 à 1930)
- L'année 1926 dans le monde
- 1926 au Canada

### Article sur l'année 1926 au Québec
- Tragédie du lac Saint-Jean
- Élection fédérale canadienne de 1926